# Peter Debye Award
Der Peter Debye Award ist ein jährlich von der American Chemical Society vergebener Preis in physikalischer Chemie. Er ist nach Peter Debye benannt und wird seit 1962 vergeben. Zurzeit (2012) ist er mit 5000 Dollar dotiert. Seit 1979 sponsert E. I. du Pont de Nemours den Preis, davor 1970 bis 1976 Exxon Chemical. 1960 war der Preis von der Humble Oil and Refining Co. gestiftet worden. Zwischen 1977 und 1980 wurden keine Preise vergeben.
Es gibt auch die Debye Lecture der Cornell University (Cornell Section der American Chemical Society), eine Ehrung, die seit 1963 im Allgemeinen jährlich vergeben wird.

## Preisträger
- 1962: E. Bright Wilson, Jr.
- 1963: Robert S. Mulliken
- 1964: Henry Eyring
- 1965: Lars Onsager
- 1966: Joseph O. Hirschfelder
- 1967: Joseph E. Mayer
- 1968: George B. Kistiakowsky
- 1969: Paul J. Flory
- 1970: Oscar K. Rice
- 1971: Norman Davidson
- 1972: Clyde Allen Hutchison
- 1973: William N. Lipscomb, Jr.
- 1974: Walter H. Stockmayer
- 1975: Herbert S. Gutowsky
- 1976: Robert W. Zwanzig
- 1977 bis 1980: keine Preisvergabe
- 1981: Richard B. Bernstein
- 1982: Peter M. Rentzepis
- 1983: George C. Pimentel
- 1984: Benton Seymour Rabinovitch
- 1985: Stuart A. Rice
- 1986: Yuan T. Lee
- 1987: Harry G. Drickamer
- 1988: Rudolph A. Marcus
- 1989: Gábor A. Somorjai
- 1990: Harden M. McConnell
- 1991: Richard N. Zare
- 1992: Frank Stillinger
- 1993: F. Sherwood Rowland
- 1994: William A. Klemperer
- 1995: John C. Tully
- 1996: Ahmed Zewail
- 1997: Robin M. Hochstrasser
- 1998: Graham R. Fleming
- 1999: Jesse L. Beauchamp
- 2000: Peter Wolynes
- 2001: John Ross
- 2002: Giacinto Scoles
- 2003: William H. Miller
- 2004: W. Carl Lineberger
- 2005: Stephen R. Leone
- 2006: Donald G. Truhlar
- 2007: John T. Yates
- 2008: Michael L. Klein
- 2009: Richard J. Saykally
- 2010: George Schatz
- 2011: Louis E. Brus
- 2012: David Chandler
- 2013: William E. Moerner
- 2014: Henry Schaefer
- 2015: Xiaoliang S. Xie
- 2016: Mark A. Ratner
- 2017: Bruce J. Berne
- 2018: Paras Nath Prasad
- 2019: Daniel M. Neumark
- 2020: Laura Gagliardi
- 2021: Michael David Fayer
- 2022: William Allen Eaton
- 2025: Sharon C. Glotzer[2]
- 2026: Martin Gruebele[3]